# Storstängstagsegel

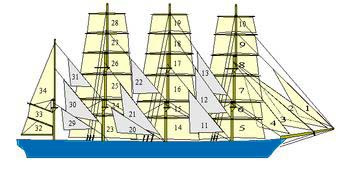
Storstängstagseglet är nummer 11 på bilden, som visar ett barkskepp.

Storstängstagsegel är på segelbåtar eller segelfartyg ett stagsegel placerat på staget föröver från stormastens märsstång.